# آرون بانكس
أرون فريزر أندرو بانكس (بالإنجليزية: Arron Fraser Andrew Banks)‏ هو رجل أعمال وسياسي بريطاني ومؤسس حملة إترك الاتحاد الأوروبي مع ريتشارد تايس ولد في يوم 22 مارس 1966، كان من أبرز الداعمين لحزب الاستقلال وعضوه نايغل فاريج المناوئين للاتحاد الأوروبي، حسب بعض المصادر يعتقد أن تبرع بمبلغ 8.4 مليون جنيه إسترليني لأجل حملة مغادرة بريطانيا للإتحاد الأوروبي، وإتهم بالتنسيق مع السفارة الروسية وبعلاقاته مع روسيا أثناء استفتاء بقاء المملكة المتحدة ضمن الاتحاد الأوروبي 2016.